# سپرانسکی (شهرستان اوفیمسکی، باشقیرستان)
سپرانسکی (انگلیسی: Speransky, Ufimsky District, Republic of Bashkortostan) یک شهرک در شهرستان اوفیمسکی استان باشقیرستان کشور روسیه است.